# La Tâche
La Tâche település Franciaországban, Charente megyében. Lakosainak száma 106 fő (2022. január 1.). La Tâche Cellefrouin, Valence és Saint-Mary községekkel határos.

## Népesség
A település népességének változása:
| Lakosok száma | 104  | 83   | 103  | 106  | 101  | 109  | 115  | 116  | 112  | 106  |
|               | 1968 | 1982 | 1990 | 2006 | 2013 | 2015 | 2017 | 2019 | 2020 | 2022 |